# Frits Sins
Frederik Jacobus Johannes (Frits) Sins (Sittard, 30 augustus 1964) is een Nederlandse kanovaarder. Hij vertegenwoordigde Nederland tweemaal op de Olympische Spelen; in 1992 in Barcelona en in 1996 in Atlanta.
Sins, afgestudeerd als leraar geschiedenis en aardrijkskunde maar later overgestapt naar de politie, was in die tijd lid van de Sittardse kanovereniging Naviculare. Hij nam op de OS van 1992 deel aan het wildwatervaren slalom K1 en behaalde daarin een negentiende plaats in het eindklassement. Op de OS van 1996 behaalde hij, ook op het nummer wildwatervaren slalom K1, een 37e plaats.